# Coppa di Francia 1917-1918
La Coppa di Francia 1917-1918, denominata ufficialmente Coupe Charles Drago 1917-1918, è stata la 1ª edizione della coppa nazionale francese, iniziata il 7 ottobre 1917 e conclusa il 5 maggio 1918 con la vittoria dell'Olympique Pantin.

## Formula
La formula usata per la prima edizione della competizione si basa sul torneo ad eliminazione diretta. Ogni squadra si sfida in gara secca e in caso di pareggio alla fine dei tempi regolamentati e dei tempi supplementari si gioca un'ulteriore gara fino a quando uno delle due vince.
Dei quarantotto partecipanti, esattamente la metà aveva sede sociale a Parigi e dai suoi arrondissement. Gli altri ventiquattro club provenivano principalmente dall'ovest e dal sud della Francia, mentre i club del nord e dell'est non piterono partecipare a causa della Grande Guerra. Le città di Rennes e Lione inviarono quattro rappresentanti ciascuna, inoltre al torneo furono inizialmente accettate due squadra britanniche, quella della British Aviation ed il London County SC, club rappresentante la Westminster Bank fondato in Place Vendôme a Parigi nel 1913.
Inoltre, le squadre partecipanti provenivano da quattro federazioni sportive francesi diverse: USFSA, FGSPF, LFA e FCAF.

## Risultati

### Primo turno
| Squadra 1                 | Risultato | Squadra 2                 |
| ------------------------- | --------- | ------------------------- |
| 7 ottobre 1917            |           |                           |
| Raincy Sport              | 4 - 3     | CA Boulonnais             |
| Légion Saint-Michel       | 8 - 0     | Voltaire                  |
| RC France                 | 7 - 0     | Margarita Club du Vésinet |
| CA Vitry                  | 2 - 3     | British Aviation          |
| USA Clichy                | 4 - 1     | Avenir de Gentilly        |
| London County SC          | 1 - 3     | Paris Star                |
| Standard AC               | 5 - 1     | Championnet Sports        |
| Lyon OU                   | 4 - 1     | ES Dijon                  |
| AVS Auxerroise            | 6 - 1     | Auxerre                   |
| Olympique Saint-Chamonais | 2 - 4     | AS Lyonnaise              |
| Jeunes de Chaumont        | 1 - 3     | Section Jean Macé         |
| Tour d'Auvergne           | 8 - 0     | Entente Rennaise          |
| Cognac                    | 1 - 0     | VGA Médoc                 |
| Saint-Joseph              | 3 - 1     | Internacional SC          |
| 14 ottobre 1917           |           |                           |
| Cadets de Bretagne        | annullata | US Mans                   |
| 21 ottobre 1917           |           |                           |
| Olympique Marsiglia       | annullata | Herculis de Monaco        |

### Sedicesimi di finale
| Squadra 1           | Risultato | Squadra 2            |
| ------------------- | --------- | -------------------- |
| 4 novembre 1917     |           |                      |
| CASG                | 5 - 0     | Stade Français       |
| Patronage Olier     | 1 - 2     | Paris Star           |
| Légion Saint-Michel | 1 - 4     | Olympique Pantin     |
| Suisse Paris        | 15 - 0    | Section Jean Macé    |
| Club Français       | 2 - 2     | Standard AC          |
| Raincy Sport        | 7 - 0     | CA Vitry             |
| AS Française        | 13 - 0    | USA Clichy           |
| CA Paris            | 6 - 1     | CA XIVe              |
| Gallia Club         | 1 - 2     | Étoile des Deux Lacs |
| Le Havre            | 0 - 5     | RC France            |
| FC Lyon             | 2 - 2     | AS Lyonnaise         |
| AVS Auxerroise      | 2 - 3     | Lyon OU              |
| Rennes              | 3 - 1     | Cadets de Bretagne   |
| AS Brestoise        | 4 - 1     | Tour d'Auvergne      |
| Olympique Marsiglia | 2 - 0     | Terreaux             |
| ES Saint-Joseph     | 5 - 1     | Cognac               |

#### Replay
| Squadra 1        | Risultato | Squadra 2    |
| ---------------- | --------- | ------------ |
| 18 novembre 1917 |           |              |
| FC Lyon          | 2 - 2     | AS Lyonnaise |
| 25 novembre 1917 |           |              |
| FC Lyon          | 5 - 0     | AS Lyonnaise |
| Club Français    | 5 - 1     | Standard AC  |

### Ottavi di finale
| Squadra 1           | Risultato | Squadra 2            |
| ------------------- | --------- | -------------------- |
| 2 dicembre 1917     |           |                      |
| AS Française        | 8 - 1     | Étoile des Deux Lacs |
| Suisse Paris        | 1 - 3     | Club Français        |
| RC France           | 4 - 1     | CA Paris             |
| CASG                | 11 - 0    | Paris Star           |
| ES Saint-Joseph     | 0 - 2     | Raincy Sport         |
| Lyon OU             | 1 - 5     | Olympique Pantin     |
| Olympique Marsiglia | 0 - 2     | FC Lyon              |
| Rennes              | 7 - 3     | AS Brestoise         |

### Quarti di finale
| Squadra 1        | Risultato   | Squadra 2     |
| ---------------- | ----------- | ------------- |
| 3 febbraio 1918  |             |               |
| Olympique Pantin | 3 - 2 (dts) | Club Français |
| AS Française     | 4 - 2       | RC France     |
| FC Lyon          | 2 - 1       | Rennes        |
| CASG             | 4 - 1       | Raincy Sport  |

### Semifinale
| Squadra 1        | Risultato | Squadra 2    |
| ---------------- | --------- | ------------ |
| 3 marzo 1918     |           |              |
| Olympique Pantin | 2 - 1     | CASG         |
| FC Lyon          | 1 - 0     | AS Française |

### Finale
| Arbitro: | Jacques Battaille |

|                          |           |  |
| Fiévet ?’, ?’ Darques ?’ | Marcatori |  |